# Đoàn Hùng Minh
Đoàn Hùng Minh là một sĩ quan cấp cao trong Quân đội nhân dân Việt Nam, hàm Thiếu tướng, PGS, TS., nguyên Phó Chủ nhiệm Tổng cục Công nghiệp Quốc phòng

## Thân thế binh nghiệp
Trước đó, ông từng giữ chức Cục phó, sau đó là Cục trưởng Cục Tham mưu Kế hoạch - Tổng cục Công nghiệp Quốc phòng
Năm 2011, ông là Thiếu tướng, Phó Chủ nhiệm Tổng cục Công nghiệp Quốc phòng, Bộ Quốc phòng Việt Nam.

## Lịch sử thụ phong quân hàm
Thiếu tướng (2011)